# 久比夫卡 (鲍里斯皮尔区)
50°20′37″N 31°44′17″E / 50.34361°N 31.73806°E
久比夫卡（烏克蘭語：Дзюбівка），是烏克蘭中北部基輔州鲍里斯皮尔区亚霍廷市镇内的村落。始建於1767年，面積0.5平方公里，海拔高度125米，2001年人口34，人口密度每平方公里68人。